# Југославија на Летњим олимпијским играма 1988.
Спортистима Југославије је ово било шеснаесто и последње заједничко учешће на Летњим олимпијским играма. Југославија је на Олимпијским играма 1988. у Сеулу била заступљена са 155 учесника који су учествовали у 18 спортских дисциплина (атлетика, бициклизам, бокс, ватерполо, веслање, гимнастика, кајак и кану, кошарка, пливање, рвање, ритмичка гимнастика, рукомет, стони тенис, стрељаштво, тенис, фудбал и џудо).
Спортисти из Југославије су на овим играма освојили дванаест медаља, три златне, четири сребрне и пет бронзаних медаља. Златне медаље су освојене у стрељаштву (Јасна Шекарић и Горан Максимовић) и ватерполу (мушка репрезентација Југославије).

## Учесници по дисциплинама
| Спорт                         | Мушкарци | Жене | Укупно |
| ----------------------------- | -------- | ---- | ------ |
| Атлетика                      | 8        | 2    | 10     |
| Бициклизам                    | 6        | 0    | 6      |
| Бокс                          | 7        | 0    | 7      |
| Ватерполо                     | 13       | 0    | 13     |
| Веслање                       | 10       | 0    | 10     |
| Гимнастика                    | 1        | 0    | 1      |
| Једрење                       | 1        | 0    | 1      |
| Кајак и кану на мирним водама | 3        | 0    | 3      |
| Кошарка                       | 12       | 12   | 24     |
| Пливање                       | 2        | 1    | 3      |
| Рвање                         | 10       | 0    | 10     |
| Ритмичка гимнастика           | 0        | 2    | 2      |
| Рукомет                       | 15       | 15   | 30     |
| Стони тенис                   | 3        | 2    | 5      |
| Стрељаштво                    | 3        | 3    | 6      |
| Тенис                         | 2        | 1    | 3      |
| Фудбал                        | 17       | 0    | 17     |
| Џудо                          | 4        | 0    | 4      |
| Укупно(18)                    | 117      | 38   | 155    |

### Освојене медаље на ЛОИ
| Освојене медаље југословенских спортиста на ЛОИ 1988. |             |       |        |        |        |
| Спортиста                                             | Спорт       | Злато | Сребро | Бронза | Укупно |
| Јасна Шекарић                                         | Стрељаштво  | 1     | 0      | 1      | 2      |
| Горан Максимовић                                      | Стрељаштво  | 1     | 0      | 0      | 1      |
| Ватерполо репрезентација                              | Ватерполо   | 1     | 0      | 0      | 1      |
| Шабан Трстена                                         | Рвање       | 0     | 1      | 0      | 1      |
| Стони тенис                                           | Стони тенис | 0     | 1      | 0      | 1      |
| Кошаркашка репрезентација                             | Кошарка     | 0     | 1      | 0      | 1      |
| Кошаркашка репрезентација                             | Кошарка     | 0     | 1      | 0      | 1      |
| Рукометна репрезентација                              | Рукомет     | 0     | 0      | 1      | 1      |
| Веслање                                               | Веслање     | 0     | 0      | 1      | 1      |
| Дамир Шкаро                                           | Бокс        | 0     | 0      | 1      | 1      |
| Стони тенис                                           | Стони тенис | 0     | 0      | 1      | 1      |
| Укупно                                                | 8           | 3     | 4      | 5      | 12     |